# Saribus jeanneneyi
Espèce
Synonymes
- Pritchardiopsis jeanneneyi Becc.[1]

Statut de conservation UICN

 CR  : 
En danger critique
Saribus jeanneneyi est une espèce de plantes de la famille des Arécacées. Ce palmier est originaire du Sud-Ouest de la Nouvelle-Calédonie où il pousse à 200 m d'altitude sur des pentes raides au sol constitué de serpentine. En 1998 il est ajouté à la liste rouge de l'UICN qui l'estime en danger critique d'extinction.

## Classification
Cette espèce a été décrite en 1910 par le botaniste italien Odoardo Beccari (1843-1920) sous le basionyme de Pritchardiopsis jeanneneyi. En classification classique de Cronquist (1981) il est assigné à la famille des Palmae, dans le genre monospécifique Pritchardiopsis Becc. 1910. L'espèce a ensuite été recombinée en 2011 par Christine D. Bacon et William John Baker (1972-) dans le genre Saribus qui en classification phylogénétique APG III (2009) fait partie de la famille des Arecaceae, ceci à la faveur de la réhabilitation de Saribus dont les espèces ont été un temps été classées avec celles du genre Livistona.
L'épithète spécifique jeanneneyi signifie « de Jeanneney », en hommage à M. Jeanneney qui a récolté les spécimens types à Prony en Nouvelle-Calédonie.